# Luffariella
Luffariella é um gênero de esponja marinha da família Thorectidae.

## Espécies
- Luffariella caliculata Bergquist, 1995
- Luffariella cylindrica Bergquist, 1995
- Luffariella geometrica Kirkpatrick, 1900
- Luffariella herdmani (Dendy, 1905)
- Luffariella variabilis (Polejaeff, 1884)